# Dryophilus
Dryophilus är ett släkte av skalbaggar som beskrevs av Louis Alexandre Auguste Chevrolat 1832. Dryophilus ingår i familjen trägnagare.
Släktet innehåller bara arten Dryophilus pusillus.